# Mistrovství Oceánie ve sportovní střelbě
Mistrovství Oceánie ve sportovní střelbě (anglicky Oceanian Championships) je hlavní kontinentální soutěží sportovní střelby, která se koná od roku 1991 každé dva roky.

## Účast zemí na mistrovství
| Země              | 1988 | 1991 | 1993 | 1995 | 1997 | 1999 | 2001 | 2003 | 2005 | 2007 | 2009 | 2011 | 2013 | 2015 | 2017 | Počet účastí |
| ----------------- | ---- | ---- | ---- | ---- | ---- | ---- | ---- | ---- | ---- | ---- | ---- | ---- | ---- | ---- | ---- | ------------ |
| Austrálie         | X    | X    | X    | X    | X    | X    | X    | X    | X    | X    | X    | X    | X    | X    | X    | 15           |
| Fidži             |      |      |      |      |      |      |      |      |      | X    |      | X    | X    | X    | X    | 5            |
| Guam              |      |      |      |      |      |      |      |      |      |      |      |      |      | X    |      | 1            |
| Malajsie          | X    |      |      |      |      |      |      |      |      |      |      |      |      |      |      | 1            |
| Nový Zéland       | X    | X    | X    | X    | X    | X    | X    | X    | X    | X    | X    | X    | X    | X    | X    | 15           |
| Papua Nová Guinea |      | X    |      |      | X    | X    | X    |      |      |      |      |      |      | X    | X    | 6            |
| Samoa             |      |      | X    | X    | X    | X    | X    | X    |      |      |      |      |      | X    | X    | 8            |
| Tuvalu            |      |      |      |      |      |      |      |      |      | X    |      |      |      |      |      | 1            |
| USA               |      | X    |      |      |      |      |      |      |      |      |      |      |      |      |      | 1            |
| Celkem            | 3    | 4    | 3    | 3    | 4    | 4    | 4    | 3    | 2    | 4    | 2    | 3    | 3    | 6    | 5    |              |

## Nejúspěšnější země
| Země        | Zlatá medaile | Stříbrná medaile | Bronzová medaile | Celkem |
| ----------- | ------------- | ---------------- | ---------------- | ------ |
| Austrálie   | 254           | 225              | 188              | 667    |
| Nový Zéland | 58            | 81               | 122              | 261    |
| Fidži       | 1             | 1                | 1                | 3      |
| Samoa       | 0             | 1                | 0                | 1      |